# Bobbysocks!
Bobbysocks var en norsk popgruppe, bestående af Elisabeth Andreassen og Hanne Krogh. De vandt Eurovision Song Contest 1985 med sangen La det swinge.
| Musikgruppe | Spire Denne artikel om en norsk musikgruppe er en spire som bør udbygges. Du er velkommen til at hjælpe Wikipedia ved at udvide den. |